# Oliva de Mérida
Oliva de Mérida – gmina w Hiszpanii, w prowincji Badajoz, w Estramadurze, o powierzchni 254,51 km². W 2011 roku gmina liczyła 1842 mieszkańców.